# Resolutie 561 Veiligheidsraad Verenigde Naties
Resolutie 561 van de Veiligheidsraad van de Verenigde Naties werd op 17 april 1985 met dertien stemmen voor en twee onthoudingen (Oekraïne en de Sovjet-Unie) aangenomen. De resolutie verlengde de UNIFIL-vredesmacht in Zuidelijk Libanon met zes maanden.

## Achtergrond
Na de Israëlische inval in Zuidelijk Libanon in 1978, stationeerden de Verenigde Naties de tijdelijke VN-macht UNIFIL in de streek. Die moest er de vrede handhaven totdat de Libanese overheid haar gezag opnieuw kon doen gelden.                                                                                                                                   
In 1982 viel Israël Libanon opnieuw binnen voor een oorlog met de Palestijnse PLO en het ook aanwezige Syrië. De PLO verliet Libanon en in 1985 trok Israël zich terug in Zuidelijk Libanon. Pas in 2000 zou het zich volledig terugtrekken.

## Inhoud
De Veiligheidsraad herinnerde aan de resoluties 425, 426, 501, 508, 509 en 520. De Veiligheidsraad had het rapport van secretaris-generaal Javier Pérez de Cuéllar over de VN-macht in Libanon bestudeerd.
De Veiligheidsraad nam akte van de brief van Libanon en antwoordde op de vraag van Libanon.
Besloten werd het mandaat van UNIFIL met een verdere tijdelijke periode van zes maanden te verlengen, tot 19 oktober 1985. De Veiligheidsraad herhaalde zijn steun voor de territoriale integriteit, soevereiniteit en onafhankelijkheid van Libanon. De Veiligheidsraad benadrukte de voorwaarden van de macht en riep alle betrokken partijen op om samen te werken met de macht, zodat deze haar mandaat volledig kon uitvoeren. De Veiligheidsraad herhaalde dat de macht haar mandaat volledig moest uitvoeren.
De secretaris-generaal werd gevraagd de consultaties met de Libanese overheid en andere partijen over de uitvoering van deze resolutie voort te zetten en hierover te rapporteren.
Lijst ·  560 ·  561 ·  562 ·  563 ·  564 ·  565 ·  566 ·  567 ·  568 ·  569 ·  570 ·  571 ·  572 ·  573 ·  574 ·  575 ·  576 ·  577 ·  578 ·  579 ·  580